# Олуклу
Олуклу (тур. Oluklu) је насељено место у округу Карамурсел у вилајету Коџаели, Турска. Према попису из 2020. било је 218 становника.
Олуклу настањују Бошњаци, чији су се преци доселили крајем 19. века из Херцеговине. Оснивач села је Камил бег из Требиња.